# 豳风街道
豳风街道是中华人民共和国陕西省咸陽市彬州市下辖的一个街道办事处。

## 行政区划
豳风街道下辖以下村级行政区划单位：
水帘村、咀头村、土沟村、大佛寺村、侯家砭村、下沟村、上沟村和李前村。